# 保昌 (同治進士)
保昌（1828年—？），字子猷，号奎垣，曹氏，汉军正红旗人，籍顺天府宝坻縣。清朝官员，进士出身。

## 生平
隶正紅旗漢軍崇繼佐領下。咸丰八年（1858）戊午科顺天乡试举人，同治十三年（1874）甲戌科三甲進士，随即补授甘肃伏羌县（今甘谷县）知县。光绪四年（1878）升任知府衔甘肃肃州直隶州知州（驻地今甘肅酒泉市）。陕甘总督左宗棠在推荐保昌任肃州知州的奏折中写道，“今肃州直隶州知州为新疆出入门户，地冲差烦，且有驻扎兵勇，兼办转运，以及抚绥弹压，非精明强干之员不足以资治理”；“保昌年壮才明，办事稳慎，在甘有年，于西路地方情形最为熟悉，现莅伏羌，严禁罂粟及筹办善后一切事宜，均臻妥协。以之升补肃州直隶州知州，实堪胜任，人地极其相宜”。光绪元年（1875）乙亥、十四年（1888）戊子，出任甘肃乡试同考官。甘肃光绪元年（1875）乙亥乡试（清朝陕甘分闱后甘肃第一次乡试）第六房考官保昌的拟作范文载入该年《甘肃乡试闱墨》。与少年诗人、正红旗满洲觉罗廷奭（曾祖覺羅伍拉納）交往，廷奭有诗《赠曹奎垣夫子》。
家族除保昌中进士外，另出七位科举人，包括乾隆朝的三位文举人和一位武举人（均载《钦定八旗通志》）。

## 家族
- 始祖曹应元，赠通议大夫、侍读学士；嫡妻张氏、继妻王氏俱赠太淑人。
- 世祖曹震旸，诰封通议大夫、侍读学士；妻马氏诰封太淑人。
- 世祖曹尔素（御赐名尔素，原名曹璧，字子谷，号退翁，c.1610s-c.1650s），顺治朝初授雲騎尉（拖施哈喇番），才略受顺治帝知遇，顺治八年（1651）升内弘文院侍讀學士（参见内三院），诰授通议大夫，从敬谨庄亲王尼堪军中任参谋，阵亡，“上甚悼之，遣官谕祭，诰封拜他喇布勒哈番（骑都尉）世袭”，入祭京师昭忠祠（载鹿傳霖《重建昭忠祠爵秩姓名錄》，1908）。顺治十三年（1656）三月初三日，遣太常寺呼喇哈番柯尼谕祭（谕祭文载《宝坻縣志：艺文》卷17，乾隆十年（1745）刻本，洪肇楙修，汪由敦、钱陈群、镶黄旗满洲戴佳氏那苏图等序），《宝坻縣志：人物：乡贤》卷11有传[2]。妻柯氏，诰授淑人。曹尔素曾收藏宋代米友仁《云山图》卷（1130，现藏美国俄亥俄州克利夫兰美术馆），每日临摹；顺治七年（1650），亲家、弘文院学士王鐸和弘文院侍讀學士陳爌共同作跋于此画卷（据《王鐸年譜長編》第三册）；王鐸在此画卷多次题跋，其一赞道：“稀世之宝，超迈无伦”。
- 世祖曹希洙（又曹喜诸，c.1640s-?），世袭骑都尉，康熙二十二年（1683）任八旗西安驻防首任正红旗汉军协领（顺治十八年（1661）设立右翼满洲副都统，康熙二十二年（1683）分别设立左翼满洲、左翼汉军、右翼汉军副都统；下设满洲、蒙古、汉军协领）[3]，诰授通议大夫，卒于任，赐谕祭银两。妻王氏，诰封淑人。
- 太高祖曹宗大（c.1670s-?），敕封儒林郎；妻董氏，敕封安人。胞兄曹宗憲，袭骑都尉，诰赠通议大夫；曹宗望。
- 高祖曹良圖（c.1700s-?），乾隆三年（1738）戊午科武举人（载《钦定八旗通志：武举》），隶正红旗汉军第四參領第三佐領、科舉人臧應聘下（此佐领係天聰八年（1634）初设），诰授奉政大夫。
- 高祖伯：
  - 曹良謨，不仕，敕封文林郎。养子（胞侄）曹世德。
  - 曹愚，岁贡生，直隶清河县（今属邢台市）学训导，敕授儒林郎。
  - 曹懿（号我求），诰封奉政大夫；妻何氏，诰封宜人。其子曹世選（号擢之），诰封奉政大夫；妻黄氏，诰封宜人。孙儿：
    - 洺普，附生。子嵩林，庠生，国史馆誊录官，候选知县。女曹氏，嫁正蓝旗汉军、道光十五年（1835）乙未科举人、顺天府房山县训导胡氏吉謙，其子光緒二年（1876）丙子恩科进士胡俊章。胡俊章姻戚兼诗友、镶白旗满洲恩寿、镶白旗蒙古延清与保昌系同治十三年（1874年）甲戌科进士同榜。
    - 潤普（字澍菴，号晴江），嘉慶十八年（1813）癸酉科翻譯舉人，内阁中书、廣東惠州府海防同知、广州府同知、署广东廉州府知府；妻馬氏、覺羅氏。
      - 子貴林（字仲廉，号凤岗，1820-？），道光二十四年（1844）甲辰科舉人（时隶正红旗汉军臧振岐佐领下）。原配妻劉氏；其父正黃旗漢軍阿爾精阿，世襲一等男爵、御前頭等侍衛兼公中佐領、广西副将军，咸丰元年（1851）阵亡于广西永安州，赠总兵、提督衔，授世袭騎都尉並三等子爵，祀京城及廣西昭忠祠[4]，谥恪愍（载劉長華《皇朝謚彙攷》），有清史馆编《忠義阿爾精阿傳》；祖父袭一等男爵慶福；胞兄裕山袭其父騎都尉；家族封爵始祖可能是正黄旗汉军、顺治五年授世袭一等男爵、福建湖南陝西提督劉忠 (清朝)（载《清實錄順治朝實錄》、《钦定八旗通志：异姓封爵》卷276）。继妻郭佳氏（父正黄旗满洲、嘉慶二十一年（1816）丙子科舉人伊爾根覺羅氏伊林珠，属武英殿大学士阿尔泰家族）。

    - 渶秀，庠生，原任步军统领衙门协尉，诰授昭武大夫。
    - 济康，嘉庆十五年（1810）庚午科举人，原任直隶赤城县（今属张家口市）教谕。其子祥林，庠生，国史馆翻译官。
- 曾祖曹世德（字蓮溪，c.1730s-?），乾隆十七年（1752）壬申科舉人（时隶正红旗汉军臧應聘佐領下，据《钦定八旗通志：文举》），任福建霞浦縣、四川長寧縣知縣[5]，著有《從識集圖考》；在長寧縣知縣任上，于乾隆三十九年（1774）补修绍闻书院并置学田（据《四川教育史稿》，1993），倡议募捐重建宝屏山登云亭。曾祖伯曹世显，乾隆二十四年（1759）己卯科举人（时隶正红旗汉军臧士霖佐领下），乾隆四十年任山东茌平县（今属聊城市）知县（载《茌平縣誌》，1926），敕授文林郎；曹世忠，骁骑校。
- 祖父曹涵（字粹亭，c.1760s-?），乾隆四十八年（1783）癸卯科舉人（时隶正红旗汉军臧士霖佐領下，据《钦定八旗通志：文举》），原任廣西平樂縣知縣，敕授文林郎。
- 父純佑（字吉人，c.1790s-?），道光十七年（1837）丁酉、十九年（1839）己亥两科附榜，学生有镶蓝旗满洲、同治七年（1868）戊辰科三甲进士吴扎库氏扎拉芬（时隶镶蓝旗满洲保庆佐领下，又师从镶白旗满洲进士麟魁；妻爱新觉罗氏（胞兄镶红旗宗室、同治十三年（1874）甲戌科进士良贵，父道光二十一年（1841）辛丑恩科三甲进士秀平（号秦川），祖父道光三年（1823）癸未科三甲进士华德（号健堂））；父庆通，母爱新觉罗氏，祖父格浑，曾祖户部郎中成德，高祖威赫讷，太高祖護軍校苗色，始祖苏克图理[6]；据《八旗滿洲氏族通譜》卷34，“蘇克圖理，薩哈爾察地方人[，国初来归]。其曾孫苖色原任護軍校，元孫濟蘭泰現任筆帖式”）。胞兄純厚，监生，官学教习；秀林。
- 母博爾濟吉特氏。
- 胞姊曹氏，嫁鑲黃旗滿洲戴佳氏廣林（字樹齋），其：
  - 父道光十一年（1831）辛卯恩科舉人、詹事府主簿裕英（字純齋），著有《純齋詩錄》（同治十三年（1874）刻本，镶白旗宗室进士盛昱序；孫橒《餘墨偶談》卷7，含有诗评“裕純齋诗”）。胞叔裕慶，妻愛新覺羅氏（其胞兄鑲紅旗宗室、道光三年（1823）癸未科三甲進士華德，父碩臣，胞叔三等侍衛敦慧，祖父頭等侍衛額爾赫宜（字墨香）；祖伯父瑚玐，其子敦敏、敦誠）；祖父嵩瞻，祖母愛新覺羅氏（父正藍旗宗室敦福，祖父三等侍衛宗室隆靄，曾祖多羅僖敏貝勒海善，高祖恭親王常寧、順治帝第五子；祖伯父宗室祿穆布，其後代有道光十八年（1838）戊戌科傳臚宗室靈桂；胞叔二等侍衛宗室存誠，系光緒九年（1883）癸未科榜眼宗室壽耆之高祖；堂姊愛新覺羅氏，嫁鑲黃旗滿洲富察氏明義，明義著有《綠煙鎖窗集》，其姑母富察氏封乾隆帝之孝賢純皇后）。從兄道光三十年（1850）庚戌科進士晉康。
  - 女戴佳氏，嫁鑲紅旗滿洲、光緒二十年（1894）甲午恩科進士棟鄂氏續緜。其女棟鄂氏，嫁鑲藍旗宗室澤麟（父奉恩將軍增傑，祖父理藩院尚書恩華）。
- 原配妻李氏（父吉泰），繼妻祖氏（父靈格，祖父桂林）。
- 子鳳鳴。